# Eugénie van Leuchtenberg

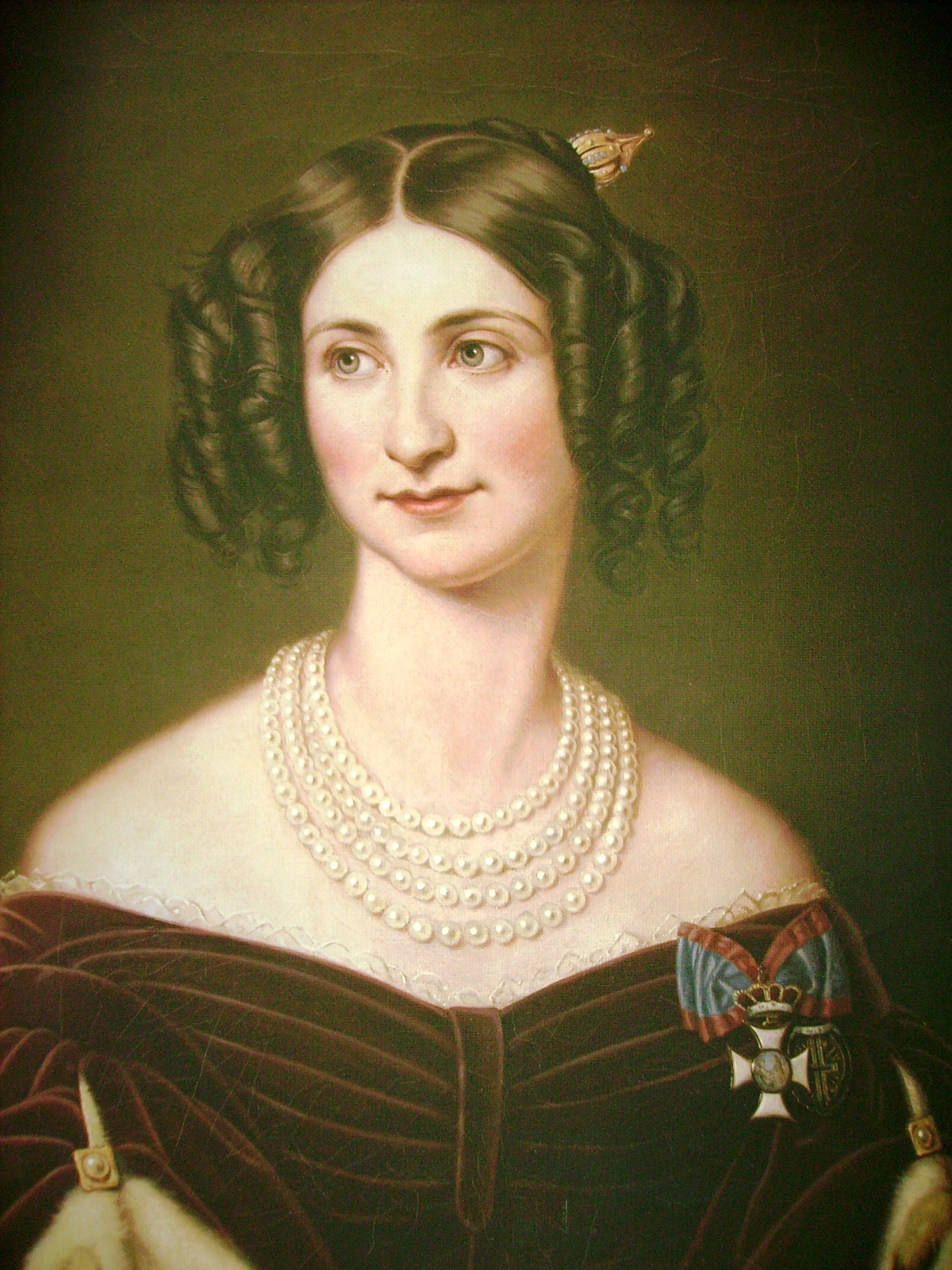
Prinses Eugénie

Eugénie Hortense Auguste Napoléone van Leuchtenberg (Milaan, 22 december 1808 - Freudenstadt, 1 september 1847) was een prinses van Leuchtenberg.
Zij was de tweede dochter van Eugène de Beauharnais, hertog van Leuchtenberg en Augusta van Beieren. Zij was een kleindochter van Napoleon Bonapartes echtgenote Joséphine de Beauharnais. Zij trad in het huwelijk met Constantijn van Hohenzollern-Hechingen, de laatste vorst van Hohenzollern-Hechingen (hij regeerde van 1838-1850). Zij werd in het kleine vorstendom een populaire vorstin, mede door haar goede werken voor de bevolking. Zij gaf geld aan kerken, kindertehuizen en ziekenhuizen. Ook liet ze haar niet onaanzienlijke eigen vermogen na aan verschillende goede doelen.
Eugénie overleed in 1847, nadat ze enkele jaren aan tuberculose had geleden. Het paar kreeg geen kinderen, waardoor de lijn Hohenzollern-Hechingen uitstierf.
- Gemeinsame Normdatei: 120666995
- Virtual International Authority File: 77152196
- WorldCat: E39PBJhxhMdGcq6DTKvRTGWqwC